# ساندرو شوارتس
ساندرو شوارتس (آلمانی: Sandro Schwarz؛ زادهٔ ۱۷ اکتبر ۱۹۷۸) بازیکن سابق و مربی فوتبال اهل آلمان است.
وی هم‌اکنون سرمربی باشگاه دینامو مسکو است. شوارتس سابقه مربی‌گری باشگاه ماینتس ۰۵ را در کارنامه دارد.